# Cerc (artròpodes)

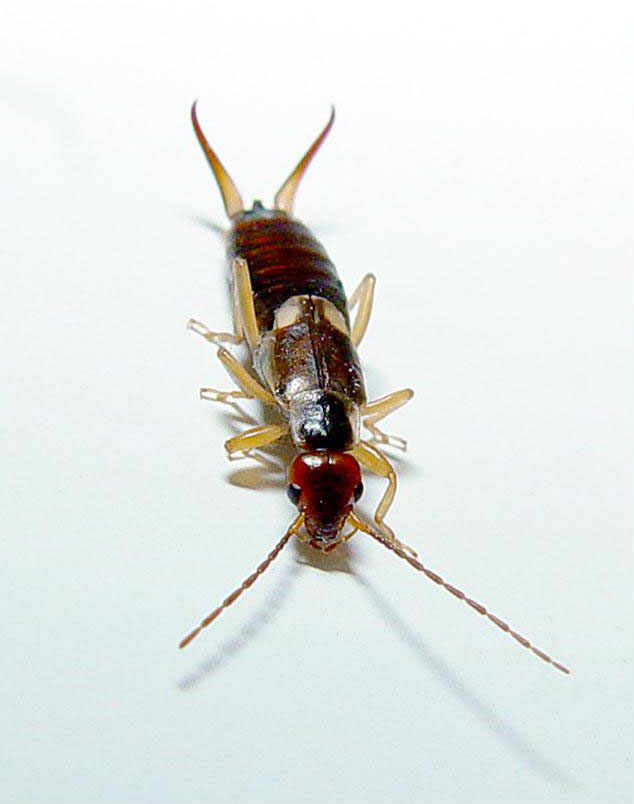
Una tisoreta amb llargs cercs a l'abdomen

Un cerc (en llatí cercus, plural cerci) és un apèndix parell localitzat a l'extremitat de l'abdomen de molts artròpodes incloent insectes, aràcnids, però absents en els crustacis. Normalment hi ha un parell de cercs laterals, que de vegades van acompanyats d'un cerc central anomenat paracerc. La seva morfologia és variada, poden ser llargs, prims i amb funció sensorial (Ephemeroptera), o curts, robustos i defensius (Dermaptera). Els cercs freqüentment serveixen com òrgans sensorials, però també s'usen com a armes o ajudes de copulació, o simplement són estructures vestigials. Igual que en moltes parts del cos de l'insecte, incloent-hi mandíbules i antenes, es creu que els cercs evolucionaren a partir de les potes de l'avantpassat dels insectes, una criatura semblant al centpeus contemporani amb molts parells de potes, un per cada segment. Moltes nimfes i larves posseeixen cercs, però no tots els insectes adults en posseeixen. Els ordres d'insectes que posseeixen cercs en estat adult són:

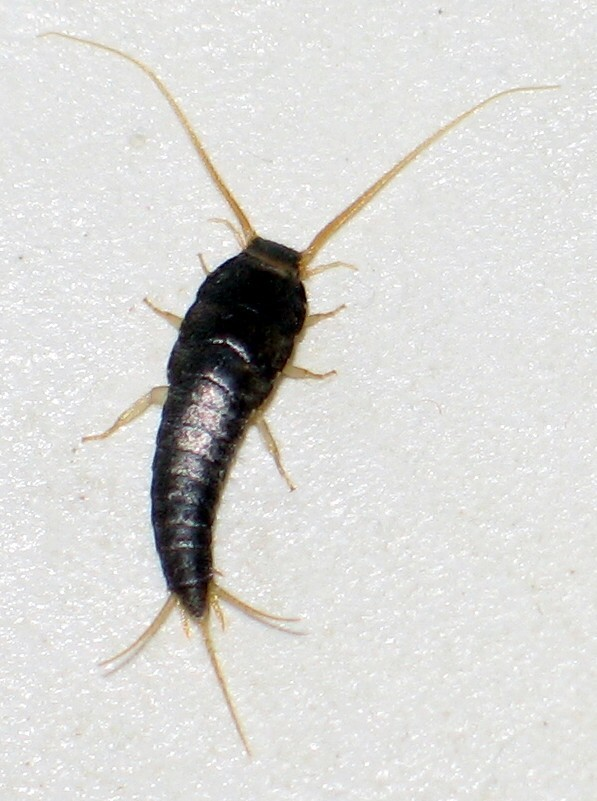
Cercs d'un peixet de plata

- Archaeognatha
- Dermaptera
- Diplura
- Embioptera
- Ephemeroptera
- Grylloblattodea
- Isoptera
- Mecoptera (molt curts)
- Neuroptera
- Orthoptera
- Phasmatodea
- Plecoptera (molt curts)
- Zygentoma